# 올리브 그레이
올리브 그레이(Olive Gray, 1994년 12월 3일 ~ )는 잉글랜드의 배우이다.

## 참여 작품

### 영화
- 틴 스피릿

### 텔레비전
- 이스트엔더스
- 플리백
- 오티스의 비밀 상담소
- 헤일로 (드라마)